# Haraiki
Haraiki é uma das ilhas do arquipélago de Tuamotu-Gambier, pertencente ao Taiti.